# Byfest i Brønderslev
|  | Denne artikel er oprettet af botten Steenthbot ud fra en ekstern database. Den kan derfor have sproglige fejl eller mangler. Denne skabelon kan fjernes efter kontrol af indholdet. |

Byfest i Brønderslev er en dansk dokumentarisk optagelse.

## Handling
Filmoptagelser fra en byfest i Brønderslev. Optog gennem byen med orkester og hestevogne. Optoget ankommer til en festplads med boder og karrusel. Mænd svinger den tunge hammer til 'Kraftprøven'. Cirkusartister fra Paris står opstillet på scene. Musikant optræder med harmonika, mens en anden samler penge ind.
Optagelsen er uden årstal, men formentlig omkring 1915-1920.